# 滨海圣波尔
滨海圣波尔（西班牙語：San Pol de Mar）是西班牙加泰罗尼亚巴塞罗那省的一个市镇。总面积7.49平方公里，总人口5066人（2013年），人口密度676人/平方公里。